# Lüninghausen
Lüninghausen ist ein ehemaliges Dorf, das heute zum Ortsteil Worphausen der Gemeinde Lilienthal im Landkreis Osterholz in Niedersachsen gehört.

## Geographie
Der Ort liegt vier Kilometer südlich vom Zentrum Worpswedes, sieben Kilometer nordöstlich von Lilienthal und acht Kilometer südöstlich von Osterholz-Scharmbeck.

## Geschichte
Die beiden Dörfer Lüninghausen und Lüningsee wurden im Zuge der Moorkolonisierung gegründet.
Lüninghausen, gegründet 1764, hatte 1789 18 Häuser, in denen 80 Einwohner lebten, darunter 56 Kinder.
Lüningsee, gegründet 1763, hatte 45 Einwohner im Jahr 1812 und 76 Einwohner im Jahr 1910.
Im Jahr 1929 wurden die drei Dörfer Lüninghausen, Lüningsee und Westerwede unter dem Namen Westerwede zusammengelegt. Seit 1937 gehört Westerwede zu Worphausen, das seit 1974 ein Ortsteil von Lilienthal ist.
Heute liegt Lüningsee in der Mitte der Lüninghauser Straße in Lilienthal. Am nordöstlichen Ende der Straße liegt Lüninghausen, am südlichen Ende Frankenburg, das zum Lilienthaler Ortsteil St. Jürgen gehört.